# KiSS Markup Language
KiSS Markup Language ofwel KML, is een op XML gebaseerde opmaaktaal om internetpagina's te maken die te bekijken zijn door KiSS-dvd-spelers. Deze dvd-spelers/harddiskrecorders kunnen op het internet aangesloten worden om diensten te bekijken. Dit gebeurt via de KML-pagina's.